# Thomas Fuller Potter
Pour les articles homonymes, voir Thomas Potter et Potter.

a Compétitions nationales et continentales officielles uniquement.

Thomas Fuller Potter, né le 5 décembre 1865 à Paris et mort le 3 juillet 1948 à New York, était un athlète et joueur de rugby à XV.

## Biographie

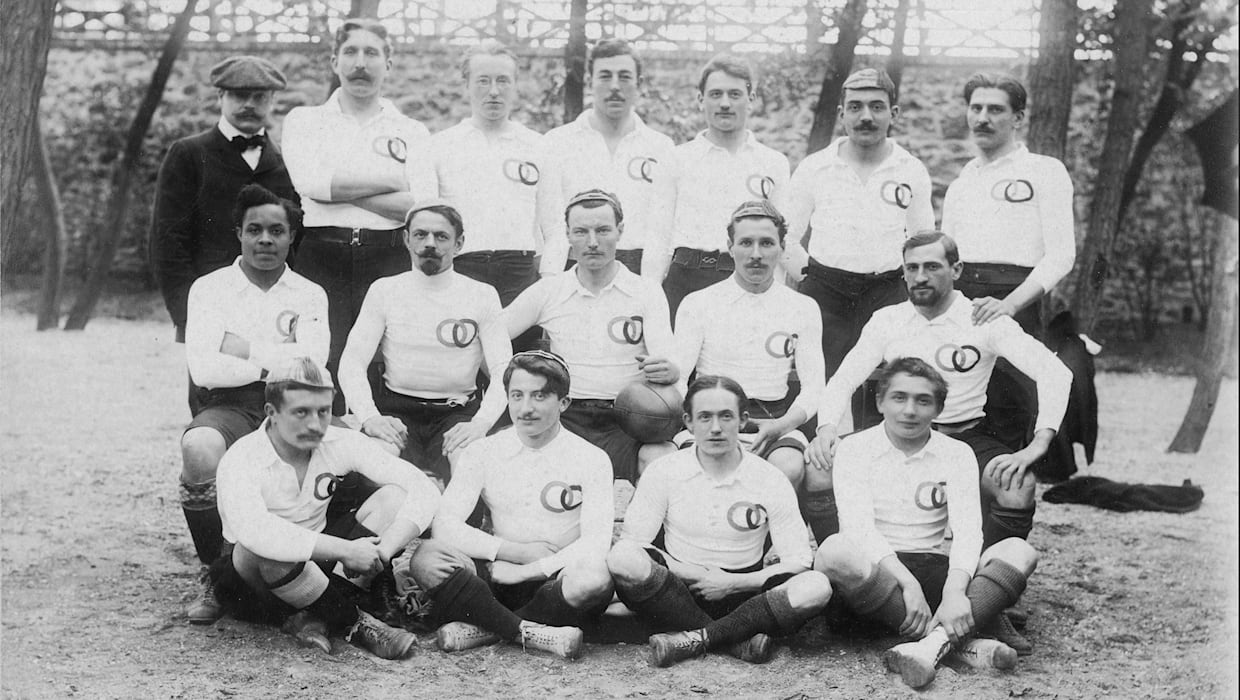
L'équipe française de rugby, future championne olympique, avant le match contre l'Allemagne au vélodrome municipal de Vincennes le 14 octobre 1900. Debout à l'extrême gauche, l'arbitre Thomas Fuller Potter.

Thomas Fuller « Tom » Potter est né à Paris le 5 décembre 1865. Il est issu d'une famille riche et éminente de Princeton, New Jersey, États-Unis, qui s'était installée à Paris peu avant sa naissance. En tant que lycéen et membre du Racing Club de France, il participait aux courses à pied célèbres en 1884 qui se déroulaient le dimanche matin au Bois de Boulogne. Les coureurs étaient habillés comme des jockeys et portaient le nom des chevaux de course bien connus à l'époque. Sous le nom de Foxhall Potter a gagné beaucoup de matches et c’est ainsi qu’il devient un favori du public. Il a couru à Paris le 6 juin 1884 le 100 mètres en 11,25 secondes, établissant le premier record du monde enregistré. Potter était un sportif complet. En 1891, il a détenu pendant une courte période le record de France du lancer du poids,.
Ensuite, il a joué au rugby au Racing Club de France. Cependant, son plus grand succès a été au club de rugby de l’Olympique, séparé du Racing et fondé en janvier 1895. Avec Tom Potter comme capitaine, l'Olympique devient champion de rugby de France en avril 1896, un an après s'être incliné. En 1895 et 1897, il est vice-champion de France avec l'Olympique. À la fin de sa carrière sportive, il est arbitre de rugby pendant plusieurs années. Par exemple, il a arbitré les deux seuls matchs de rugby des Jeux olympiques de Paris : France-Allemagne (27-17) et France-Grande-Bretagne (27-8), respectivement les 14 et 28 octobre 1900,,.
Potter a eu trois enfants issus de deux mariages. Son fils John Ferdinand Potter (1910-1991) a participé en tant qu'escrimeur pour les États-Unis aux Jeux olympiques d'été de 1936 à Berlin dans l'épreuve du fleuret.
La dernière période de sa vie, il a vécu à New York où il est mort le 3 juillet 1948. Il est enterré dans le cimetière familial de Princeton.
Ses demi-frères étaient James et Charles Thorndike, américains d'origine, qui vivaient également à Paris. Avec eux le Racing Club de France devenait le premier champion de France de rugby à XV en mars 1892.

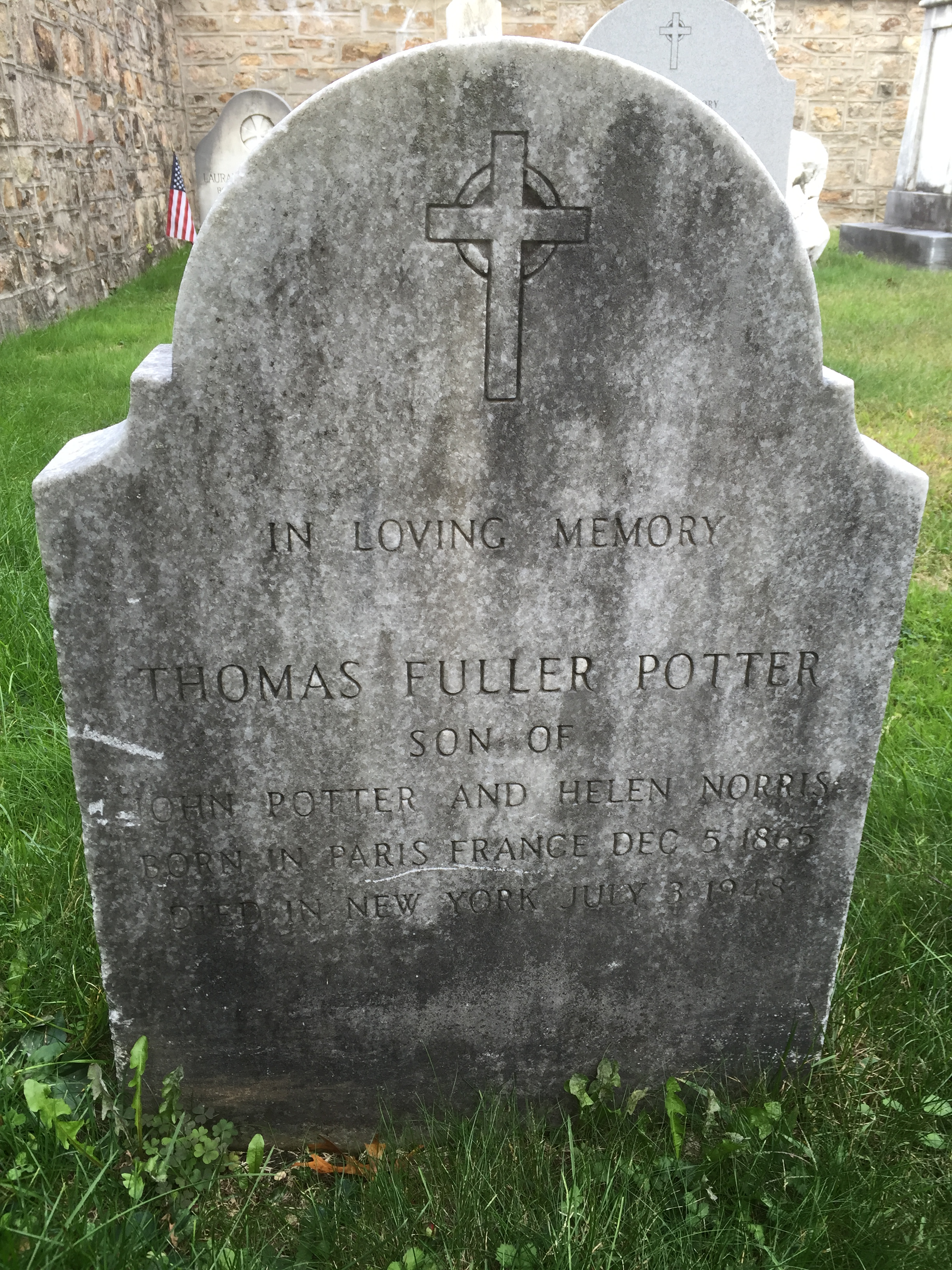
Tombe de Thomas Fuller Potter au Trinity Church Cemetery de Princeton.

## Palmarès
- Championnat de France :
  - Champion : 1896 avec l'Olympique[6].
  - Finaliste : 1895 avec l'Olympique[7].